# Южное Саво
Ю́жное Са́во или Южный Саво (фин. Etelä-Savo, швед. Södra Savolax) — область на юго-востоке Финляндии. Административный центр в Миккели. Другие значительные города — Пиексямяки и Савонлинна. Крупнейшее озеро — Хаукивеси (площадь 620 км²). Наивысшая точка — Пауккуланмяки (фин. Paukkulanmäki) в Кангасниеми, свыше 225 метров над уровнем моря.

## Муниципалитеты
В Южном Саво 14 общин (муниципалитетов), три из которых городские, остальные — сельские.
|  | 1. Энонкоски 2. Хейнявеси 3. Хирвенсалми 4. Йоройнен 5. Юва 6. Кангасниеми 7. Миккели 8. Мянтюхарью | 1. Пертунмаа 2. Пиексямяки 3. Пуумала 4. Рантасалми 5. Савонлинна 6. Сулкава |  |  |

## Экономика
По ВВП на душу населения в 2017 г. регион занимал 17-е место (из 19 регионов) в Финляндии с показателем 27 043 евро на человека.